# Frank Ignác (zeneszerző)
Szabadi Frank Ignác, született: Frank Ignác Mátyás (Pápa, 1824. december 14. (keresztelés) – Budapest, 1897. április 1.) zeneszerző.

## Életútja
Pápán, a Corvin utca 5. szám alatti házban született, szülei Frank Ignác és Burghardt Borbála. Mérnöknek készült, Bécsben tanult, ahol a Technische Hochschule és a konzervatórium hallgatója volt. Tanulmányait félbeszakítva, beutazta Európát, Marokkót, Algírt, Tuniszt. A szabadságharc hírére hazatért és a honvédségbe lépve főhadnagyként harcolt. Utóbb apja vendéglőjét vette át szülővárosában, majd a kollégiumi diákságot tanította zenére és a muzsikus cigányokat kottaolvasásra és énekre, díjmentesen. 1863-ban körutat tett az országban egy stuttgarti hangszergyáros új találmányú "hangbalom"-nak nevezett húros harmóniumával. Ezután Pesten borkereskedőként működött, majd a Komlókert vendéglő bérlője lett, ahol országszerte híres zenei élet folyt, a leghíresebb prímások léptek fel, és a kor híres személyiségei sűrűn megfordultak. Később megvette a Grand Café Delicatesse kávéházat, ám ezzel a vállalkozásával csődbe jutott. Budapesten érte a halál, a magyar királyi tudományegyetem első belgyógyászati kórodájában, szívizom-elfajulásban hunyt el. Felesége Pozsgay Laura (Eleonóra) volt, aki 1913. március 15-én halt meg Pápán 78 éves korában.

## Művei
Lujza csárdás (1856), Huber Károly beemelte Székely leány (1858) című operettjének (az első magyar operett!) betétjeként; Brahms egyik pesti koncertjének végén ráadásként ennek témájára improvizált, majd Magyar táncok című ciklusának 8. darabjaként dolgozta fel, úgyszólván zenei változtatás nélkül. Állítólag Bizet-t is inspirálta a Carmenben, hasonló rész a Torreádor dal elején található.
Laura csárdás (1856), ennek a dallamára énekelték Petőfi: Befordultam a konyhára c. versét.
Plevna-nóta, vagy Török-magyar indulóját Massenet hangszerelte, Hubay Jenő egyik legkorábbi szerzeménye is ennek a feldolgozása, maga Liszt is felhasználta. 
Szabad gondolatok (1863) ciklusát Mosonyi Mihály dolgozta fel és adta ki. 
Egyéb művei: Kemenesi-, Margit-, Flóra-, Klotild-, Tücsök-, Ilka-, Mezei-, Korhely-, Krinolin-, Dudás csárdások, Álmaim, Lesz még jobb világ, Jaj de fáj, Kanászdal, Szilaj nóták, Búcsúzó, Mama nótája, Apám nótája, Erre te arra te, Cifra szűröm, 1848 ábránd, Csákány dal, Bécsi emlék, Ős apáink toborzója, Komoly magyar és friss. Nincs kincs, Keserű dal, stb. 
A cimbalom fejlesztése terén is érdemeket szerzett.